# Converge
I Converge sono un gruppo proveniente da Salem, Massachusetts, formatosi nel 1990. Il loro genere è una miscela di metal estremo, noise rock, post rock e hardcore e la loro musica ha contribuito alla nascita ed allo sviluppo del metalcore.

## Storia del gruppo
I Converge si sono formati nel 1990 come una band di cover hardcore punk e metal.
Cominciarono a suonare live nel 1991 dopo aver registrato alcuni demo su un registratore a 4 tracce. In tempi recenti il gruppo ha goduto di una certa popolarità nel campo dell'hardcore e hanno firmato contratti con le label Equal Vision Records ed Epitaph Records

## Stile ed influenze

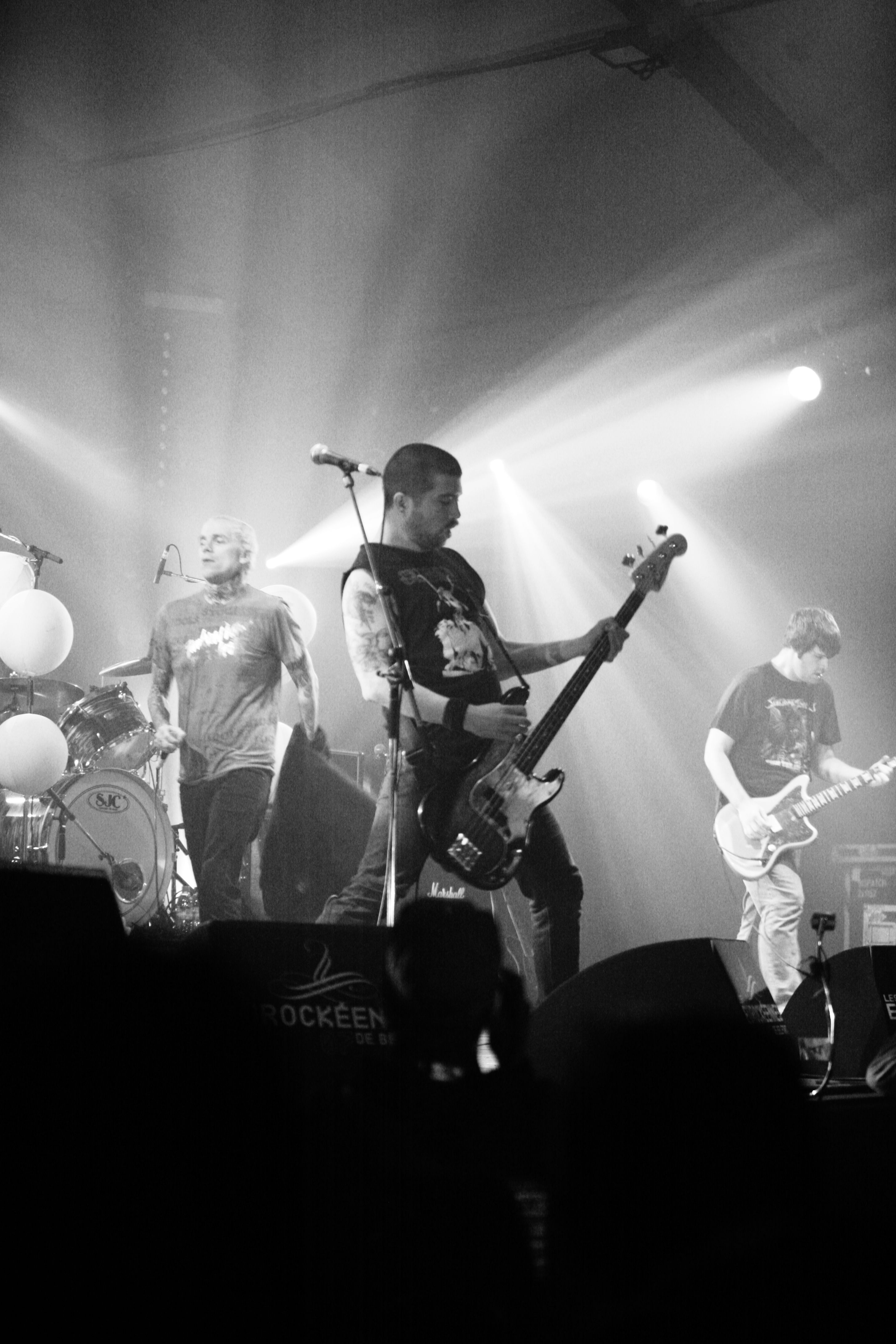
Da sinistra a destra: Jacob Bannon, Nate Newton, e Kurt Ballou

Le influenze dei Converge vanno dall'hardcore punk dei Black Flag e dei Negative Approach a band di metal estremo come Slayer ed Entombed.
Le liriche di Jacob Bannon tendono spesso a essere incentrate sulle emozioni e sono caratterizzate da caratteri romantici.
Lo stile di canto utilizzato più spesso da Bannon è l'urlato, anche se ci sono eccezioni: le canzoni dei Converge sono spesso caratterizzate dalla complessità delle linee di chitarra e dalla velocità della batteria.
C'è tuttora molto dibattito su quale definizione sia adatta alla musica dei Converge, dato che questi ultimi spaziano in vari generi (gli stessi componenti del gruppo sono soliti definire la loro musica con il termine di "musica aggressiva").

## Formazione

### Formazione attuale
- Jacob Bannon - voce
- Kurt Ballou - chitarra, voce, basso, tastiere, percussioni, theremin
- Nate Newton - basso, voce
- Ben Koller - batteria, percussioni

### Ex componenti
- Aaron Dalbec - chitarra (1994-2001)
- Jon DiGiorgio - batteria (1999)
- Damon Bellorado - batteria (1991-1999)
- Stephen Brodsky - basso (1997-1998)
- Jeff Feinburg - chitarra, basso (1991-1997)
- Erik Ralston - basso (1993)

## Discografia

### Album in studio
- 1994 - Halo in a Haystack (Earthmaker/Stolnacke)
- 1996 - Petitioning the Empty Sky (Ferret Music-Equal Vision Records)
- 1998 - When Forever Comes Crashing (Equal Vision Records)
- 2001 - Jane Doe (Equal Vision Records)
- 2004 - You Fail Me (Epitaph Records)
- 2006 - No Heroes (Epitaph Records)
- 2009 - Axe to Fall (Epitaph Records)
- 2012 - All We Love We Leave Behind (Epitaph Records)
- 2017 - The Dusk in Us (Epitaph Records)
- 2021 - Bloodmoon: I

### Album dal vivo
- 2017 - Jane Live (registrato nel 2016, quando è stato suonato dal vivo l'intero album Jane Doe, realizzazione indipendente)

### EP
- 1991 - Converge (Foundation America Records)
- 1995 - Unloved and Weeded Out (EP di 3 tracce, Heliotrope)
- 1996 - Petitioning the Empty Sky (prima versione su vinile con solo le prime 4 tracce dell'omonimo album, Equal Vision Records)
- 1999 - Y2K EP (Ep composto da tre cover, Equal Vision Records)
- 2013 - Pound For Pound: The Wolverine Blues Sessions (Ep digitale di cinque tracce, realizzazione indipendente)
- 2014 - Live At The BBC (Ep di quattro tracce dal vivo, Deathwish Inc.)
- 2018 - Beautiful Ruin (Ep digitale di quattro tracce, realizzazione indipendente)

### Compilation
- 1997 - Caring and Killing (contiene 8 tracce del primo album più diversi demo e brani apparsi in varie compilation, Hydra Head Records)
- 2002 - Unloved & Weeded Out (raccolta di demo e inediti, Deathwish Inc.)

### Singoli
- 2010 - On My Shield (singolo su vinile in 1000 copie, realizzazione indipendente)
- 2017 - I Can Tell You About Pain (singolo su vinile in 5000 copie, Deathwish Inc.)

### Split
- 1997 - Among the Dead We Pray for Light split 7" con i Coalesce (Edison Recordings/Life Records)
- 1997 - In These Black Days: Volume 2 split 7" con i Brutal Truth (Hydra Head Records, Black Sabbath tribute)
- 1999 - The Poacher Diaries split con gli Agoraphobic Nosebleed (Relapse Records)
- 2001 - Deeper the Wound split album con gli Hellchild (Deathwish Inc.)
- 2011 - Converge/Dropdead split album con i Dropdead (produzione indipendente)
- 2012 - Converge/Napalm Death split album con i Napalm Death (produzione indipendente)

### Demo
- 1991 - Gravel (demo 4 pezzi, realizzazione indipendente)
- 1991 - Converge (FAR/Exchange Records)
- 1992 - Where Have All the Flowers Gone (realizzazione indipendente)
- 1993 - Dog Days (realizzazione indipendente)

## Videografia

### DVD
- 2003 - The Long Road Home (Deathwish Inc.)
- 2015 - Thousands of Miles Between Us  (Deathwish Inc.)